# Черивејл (Јужна Каролина)
Черивејл (енгл. Cherryvale) насељено је место без административног статуса у америчкој савезној држави Јужна Каролина.

## Демографија
По попису из 2010. године број становника је 2.496, што је 35 (1,4%) становника више него 2000. године.
| Група             | 2000.         | 2010.         |
| Белци             | 1.180 (47,9%) | 872 (34,9%)   |
| Афроамериканци    | 1.173 (47,7%) | 1.409 (56,5%) |
| Азијати           | 26 (1,1%)     | 33 (1,3%)     |
| Хиспаноамериканци | 48 (2,0%)     | 104 (4,2%)    |
| Укупно            | 2.461         | 2.496         |